# وولا (داکوتای جنوبی)
وولا (به انگلیسی: Wewela) یک منطقهٔ مسکونی در ایالات متحده آمریکا است که در شهرستان تریپ، داکوتای جنوبی واقع شده‌است. وولا ۶۵۱٫۰۶ متر بالاتر از سطح دریا واقع شده‌است.